# Sveriges ambassad i Pretoria
Sveriges ambassad i Pretoria är Sveriges diplomatiska beskickning i Sydafrika som är belägen i landets huvudstad Pretoria. Beskickningen består av en ambassad och nio svenskar från Utrikesdepartementet (UD) och Sida, en försvarsattaché utsänd från Försvarsdepartementet och fjorton lokalanställda. Ambassadör sedan 2020 är Håkan Juholt. Ambassadören är även sidoackrediterad i Maseru, Windhoek och Gaborone.

## Beskickningschefer
| Namn                      | Period    | Funktion   | Anmärkning                                           |
| ------------------------- | --------- | ---------- | ---------------------------------------------------- |
| Harry Eriksson            | 1944–1948 | Envoyé     | Sydafrikanska unionen                                |
| Carl Olof Gisle           | 1949–1954 | Envoyé     | Sydafrikanska unionen                                |
| Alexis Aminoff            | 1954–1959 | Envoyé     | Sydafrikanska unionen                                |
| Eyvind Bratt              | 1959–1963 | Envoyé     | Sydafrikanska unionen (till 1961).                   |
| Hugo Tamm                 | 1964–1966 | Sändebud   |                                                      |
| Eric Virgin               | 1966–1970 | Sändebud   | Sidoackrediterad till Gaborone och Maseru.           |
| Carl Johan Rappe          | 1970–1973 | Sändebud   | Sidoackrediterad till Gaborone, Maseru och Mbabane.  |
| Lennart Westerberg        | 1973–1978 | Sändebud   | Sidoackrediterad till Maseru och Mbabane.            |
| Gustaf Hamilton af Hageby | 1978–1982 | Envoyé     |                                                      |
| Arne Helleryd             | 1982–1985 | Envoyé     |                                                      |
| Jan Lundvik               | 1985–1990 | Envoyé     |                                                      |
| Ingemar Stjernberg        | 1990–1994 | Envoyé     | Ambassadör från 1993                                 |
| Bo Heinebäck              | 1994–1999 | Ambassadör |                                                      |
| Helena Nilsson Lannegren  | 2000–2005 | Ambassadör |                                                      |
| Anders Möllander          | 2005–2008 | Ambassadör |                                                      |
| Peter Tejler              | 2008–2012 | Ambassadör |                                                      |
| Anders Hagelberg          | 2012–2016 | Ambassadör | Sidoackrediterad till Gaborone, Maseru och Windhoek. |
| Cecilia Julin             | 2016–2020 | Ambassadör | Sidoackrediterad till Gaborone, Maseru och Windhoek. |
| Håkan Juholt              | 2020–     | Ambassadör | Sidoackrediterad till Gaborone, Maseru och Windhoek. |